# 华洲街道
华洲街道，是中华人民共和国广东省广州市海珠区下辖的一个乡镇级行政单位。

## 行政区划
华洲街道下辖以下地区：
瀛园社区、龙潭社区、小洲社区和土华社区。

## 交通

### 地铁
- █广州地铁11号线：龙潭站
- █广州地铁18号线：龙潭站

## 中国传统村落
2013年8月，小洲村被评为第二批中国传统村落。